# Olef (rivier)
De Olef is een zijrivier van de Urft die op Belgisch en Duits grondgebied stroomt in het Eifelgebergte, meer bepaald in het district Euskirchen van de deelstaat Noordrijn-Westfalen.
De bron van de rivier is te vinden in het Dreiherrenwald in Rocherath (België) tegen de grens met Duitsland (Zitterwald in de omgeving van Hollerath). De Olef mondt eerst uit in een stuwmeer (Oleftalsperre) waarna ze verder stroomt door Hellenthal en Schleiden. De rivier mondt in Gemünd uit in de Urft.
Het Belgische deel van de riviervallei is deels (15ha 02a 82ca) een Gewestelijk (Waalse gewest) Natuurreservaat sedert 6 december 1983. (Bron: Les reserves naturelles domaniales des vallées de la Schwalm et de l'Olef, Ph. Frankard, P. Ghiette et R. Schumacker, Région Wallonne - DG des Ressources naturelles et de l'Environnement)
De vallei van de Olefbach behoort ook tot het Natura2000 netwerk in Wallonië(België).